# 圣多梅
圣多梅（法語：Saint-Domet，法語發音：[sɛ̃ dɔmɛ]）是法国克勒兹省的一个市镇，属于欧比松区。

## 地理
圣多梅（46°2'36"N, 2°18'0"E）面积15.33 平方千米，位于法国新阿基坦大区克勒兹省，该省份为法国中部省份，位于法國中央高原西北部，北起安德尔省和谢尔省，西接维埃纳省，南至科雷兹省，东临多姆山省，东北与阿列省接壤。
与圣多梅接壤的市镇（或旧市镇、城区）包括：尚帕尼亚、佩拉拉诺尼耶尔、拉塞尔-旧比西耶尔。

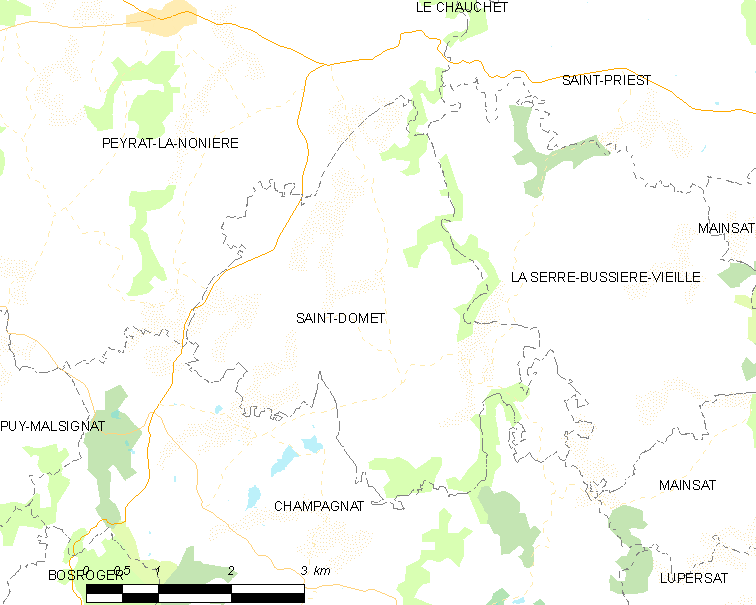
圣多梅的OSM定位图

圣多梅的时区为UTC+01:00、UTC+02:00（夏令时）。

## 行政
圣多梅的邮政编码为23190，INSEE市镇编码为23190。

## 政治
圣多梅所属的省级选区为欧比松县。

## 人口

1962-2008年间圣多梅人口变化图示

圣多梅于2022年1月1日时的人口数量为162人。